# Campeonato Mundial Femenino de Ajedrez 1991
El 25º Campeonato mundial femenino de ajedrez se desarrolló entre septiembre y octubre de 1991 en Manila,Filipinas. Esta edición enfrentó a la campeona Maia Chiburdanidze contra Xie Jun, ganadora del Torneo de candidatas. En esta edición, la ajedrecista china se proclamó campeona del mundo por primera vez.

## Torneo de Candidatas
El Torneo de Candidatas se desarrolló en octubre de 1990 en Bordzhomi. Participaron las tres primeras del interzonal de Azov y las tres primeras del Interzonal de Genting Highlands de 1990 junto a Nana Ioseliani y Elena Akhmilovskaya, quienes había quedado primeras del Torneo de candidatas anterior.
|   | Jugadora                      | 1 | 2 | 3 | 4 | 5 | 6 | 7 | 8 | Pts. |
| - | ----------------------------- | - | - | - | - | - | - | - | - | ---- |
| 1 | Xie Jun                       | - | 1 | 0 | 1 | 1 | 1 | 0 | ½ | 4½   |
| 2 | Alisa Marić                   | 0 | - | 1 | ½ | 1 | ½ | 1 | ½ | 4½   |
| 3 | Alisa Galliamova              | 1 | 0 | - | 0 | 1 | 1 | ½ | ½ | 4    |
| 4 | Nana Ioseliani                | 0 | ½ | 1 | - | ½ | ½ | ½ | 1 | 4    |
| 5 | Nona Gaprindashvili           | 0 | 0 | 0 | ½ | - | 1 | 1 | 1 | 3½   |
| 6 | Elena Donaldson-Akhmilovskaya | 0 | ½ | 0 | ½ | 0 | - | 1 | 1 | 3    |
| 7 | Ketino Kachiani               | 1 | 0 | ½ | ½ | 0 | 0 | - | ½ | 2½   |
| 8 | Eliska Klimova-Richtrova      | ½ | ½ | ½ | 0 | 0 | 0 | ½ | - | 2    |

Ante el empate entre Xie y Marić por el primer lugar, un desempate se jugó en las ciudades de Pekín y Belgrado en febrero de 1991.
|         | 1 | 2 | 3 | 4 | 5 | 6 | 7 | Total |
| ------- | - | - | - | - | - | - | - | ----- |
| Maric A | 0 | ½ | 1 | 0 | ½ | ½ | 0 | 2.5   |
| Xie Jun | 1 | ½ | 0 | 1 | ½ | ½ | 1 | 4.5   |

## Chiburdanidze vs Xie
El Campeonato del mundo se disputó mediante un encuentro a 16 partidas donde la primera jugadora en obtener 8½ puntos sería consagrada campeona.
|                    | 1 | 2 | 3 | 4 | 5 | 6 | 7 | 8 | 9 | 10 | 11 | 12 | 13 | 14 | 15 | 16 | Total |
| ------------------ | - | - | - | - | - | - | - | - | - | -- | -- | -- | -- | -- | -- | -- | ----- |
| Xie Jun            | ½ | ½ | 1 | 0 | 0 | ½ | ½ | 1 | ½ | ½  | 1  | ½  | 1  | ½  | ½  |    | 8½    |
| Maia Chiburdanidze | ½ | ½ | 0 | 1 | 1 | ½ | ½ | 0 | ½ | ½  | 0  | ½  | 0  | ½  | ½  |    | 6½    |